# Peperboompje
Peperboompje (Daphne) is een geslacht uit de peperboompjesfamilie (Thymelaeaceae). 

## Kenmerken
De meeste planten in het geslacht zijn lage, bladverliezende struiken, soms bomen, zelden kruiden; soms bladhoudend. De bladen staan afwisselend, soms tegenoverstaand en zijn kort gesteeld. De bloemen staan in kleine trossen of schermen en zijn meestal geurend. Het bloemdek heeft een vierdelige zoom. Meeldraden en stijl zijn korter dan het bloemdek. Het vruchtbeginsel is bovenstandig en eenhokkig. De vrucht is een vlezige of leerachtige bes met één zaad.

## Taxonomie
Het geslacht telt meer dan vijftig soorten in Europa en Azië. Daarvan komen er 17 in Europa voor. Veel soorten worden gekweekt vanwege hun mooie bladeren en vanwege hun zoet ruikende bloemen (wit, purper, lila, zelden groen).

## Soorten
- Daphne laureola, zwart peperboompje
- Daphne mezereum, rood peperboompje
- Daphne pseudomezereum
- Daphne sericea